# Rock-Island-Raffinerie
Die Rock-Island-Raffinerie (englisch: Rock Island Refinery) oder auch Marathon Indianapolis Refinery von Marathon Oil war eine US-amerikanische Raffinerie in Indianapolis im Bundesstaat Indiana. 1993 wurde die Raffinerie stillgelegt.

## Lage
Das Raffineriegelände liegt nördlich des Stadtzentrums von Indianapolis. Nördlich des Geländes verläuft die Interstate 465.

## Geschichte
1940 bauten die Geschäftsmänner Louis E. Kincannon, Lewis E. Winkler und L. B. Simmons die Rock Island Refining Corperation in Indianapolis auf. Die Raffinerie nahm im Oktober 1941 den Produktionsbetrieb auf. Im März 1989 wurde die Rock Island Refining Corperation durch Marathon Oil für 140 Mio. $ aufgekauft.
Die Stilllegung sollte zunächst nur temporär sein, jedoch wurde die Raffinerie nach der Betriebsaussetzung im Oktober 1993 nicht mehr in Betrieb genommen. Der Terminalbetrieb zur Auslieferung von Kraftstoffen wurde nach der Stilllegung weiterbetrieben.

## Technische Daten
Die Raffinerie war an das Eisenbahnnetz angeschlossen. Es wurden vor allem süße (schwefelarme) Rohölsorten verarbeitet.